# Marshall (Carolina del Nord)
Marshall è una città degli Stati Uniti d'America situata nella Carolina del Nord, nella Contea di Madison, della quale è anche il capoluogo.